# Cynorta flavoclathrata
Cynorta flavoclathrata is een hooiwagen uit de familie Cosmetidae.